# Corina Dumbrăvean
Corina Dumbrăvean (* 15. April 1984 in Bistrița) ist eine ehemalige rumänische Mittelstreckenläuferin, die sich auf den 1500-Meter-Lauf spezialisiert hat. 

## Sportliche Laufbahn
Erste Erfahrungen bei internationalen Wettkämpfen sammelte Corina Dumbrăvean vermutlich bei den Crosslauf-Europameisterschaften 1999 in Velenje, bei denen sie nach 13:50 min auf Rang 38. im Juniorinnenrennen einlief. Im Jahr darauf gelangte sie bei den Crosslauf-Europameisterschaften 2000 in Malmö nach 13:59 min auf Rang 51 im U20-Rennen und 2001 schied sie bei den Jugendweltmeisterschaften in Debrecen mit 4:26,00 min in der ersten Runde über 1500 Meter aus, ehe sie bei den Junioren-Balkan-Meisterschaften in Ankara in 4:30,85 min die Goldmedaille gewann. Im Jahr darauf kam sie bei den Juniorenweltmeisterschaften in Kingston mit 4:26,61 min nicht über den Vorlauf über 1500 Meter hinaus und anschließend gewann sie bei den Junioren-Balkan-Meisterschaften in Istanbul in 4:29,76 min die Goldmedaille. Im Dezember wurde sie bei den Crosslauf-Europameisterschaften in Medulin nach 13:09 min 33. im Juniorinnenrennen. Bei den Crosslauf-Weltmeisterschaften 2003 in Lausanne lief sie nach 24:09 min auf dem 59. Platz ein und im Juli gewann sie bei den Junioreneuropameisterschaften in Tampere in 4:17,56 min die Bronzemedaille über 1500 Meter. Daraufhin gewann sie bei den Junioren-Balkan-Meisterschaften in Constanța in 4:37,50 min die Bronzemedaille. Im Dezember wurde sie bei den Crosslauf-Europameisterschaften in Edinburgh nach 16:47 min 27. im U20-Rennen.
2005 siegte sie in 2:03,31 min im 800-Meter-Lauf bei den Balkan-Hallenmeisterschaften in Peania und anschließend gewann sie bei den Halleneuropameisterschaften in Madrid mit persönlicher Hallenbestleistung von 4:05,88 min die Silbermedaille im 1500-Meter-Lauf hinter ihrer Landsfrau Elena Antoci. Im Juli schied sie bei den U23-Europameisterschaften in Erfurt mit 2:04,62 min im Vorlauf über 800 Meter aus, siegte aber in 4:14,78 min über 1500 Meter. Kurz darauf siegte sie bei den Balkanspielen in Novi Sad in 2:02,44 min über 800 Meter sowie in 4:04,56 min auch im 1500-Meter-Lauf. Im August startete sie über 1500 Meter bei den Weltmeisterschaften in Helsinki und kam dort mit 4:12,35 min nicht über die Vorrunde hinaus. Im Jahr darauf gewann sie bei den Balkan-Hallenmeisterschaften in Peania in 4:08,47 min die Silbermedaille über 1500 Meter hinter der Bulgarin Daniela Jordanowa und anschließend belegte sie bei den Hallenweltmeisterschaften in Moskau in 4:08,29 min den sechsten Platz. Im August gelangte sie bei den Europameisterschaften in Göteborg erreichte sie in persönlicher Bestleistung von 4:02,34 min ebenfalls den sechsten Platz und anschließend kam sie bei den Balkanspielen in Zenica nicht ins Ziel. Dumbrăvean wurde am 16. November 2007 wegen eines Dopingvergehens für zwei Jahre gesperrt. Als sie 2010 eine Dopingprobe verweigerte, wurde sie wegen dieses zweiten Vergehens am 3. Juni mit einer lebenslangen Wettkampfsperre belegt.
In den Jahren 2005 und 2007 wurde Dumbrăvean rumänische Meisterin im 800-Meter-Lauf sowie 2005 und 2006 über 1500 Meter.

## Persönliche Bestleistungen
- 800 Meter: 2:00,21 min, 28. Juli 2007 in Bukarest
  - 800 Meter (Halle): 2:03,31 min, 16. Februar 2005 in Peania
- 1500 Meter: 4:02,24 min, 13. August 2006 in Göteborg
  - 1500 Meter (Halle): 4:04,69 min, 11. Februar 2006 in Valencia
- 3000 Meter: 9:39,26 min, 28. Juni 2006 in Málaga
  - 3000 Meter (Halle): 9:35,01 min, 15. Februar 2004 in Bukarest